# 548263 Alexandertutov
548263 Alexandertutov este o planetă minoră (asteroid) din centura de asteroizi. A fost descoperită pe 19 martie 2010 la  de . 
Obiectul prezintă o orbită caracterizată de o semiaxă mare de 3,1087806276541 UAi, o excentricitate de 0,099214971115196, o înclinație de 12,686941035884 ° în raport cu ecliptica.